# Mediterraneo (1992.)
Mediterraneo (tal. Mediterraneo), je talijanski film kojeg je režirao Gabriele Salvatores 1992. godine.

## Radnja
Talijanski poručnik Montini i njegovi vojnici zaposjedaju beznačajni grčki otok 1941. Odrasli muškarci nisu na otoku i talijanski vojnici se uskoro počinju prilagođavati životu na otoku, jer su ih njihove starješine zaboravile. Njihovo jedino sredstvo komunikacije (radiostanica) je neispravno. Skromno domaće stanovništo i lokalna prostitutka im olakšavaju situaciju.

## Nagrade
Film je nagrađen Oscarom u kategorji najboljeg stranog filma 1992. godine. 

## Uloge (izbor)
- Diego Abatantuono - Nicola Lorusso
- Claudio Bigagli - Raffaele Montini
- Giuseppe Cederna - Antonio Farina
- Claudio Bisio - Corrado Noventa
- Gigio Alberti - Eliseo Strazzabosco

## Vanjske poveznice
- Mediterraneo u internetskoj bazi filmova IMDb-a